# Jose Mari Goenaga Balerdi
Jose Mari Goenaga Balerdi (Ordizia, 9 de setembre de 1976) és un guionista i director de cinema basc.

## Biografia
Va estudiar Ciències Empresarials a Manchester i a Sant Sebastià. Després de completar aquests estudis, va fer un curs de realització al Centre Sarobe d'Urnieta. El 2001 va fundar la companyia de producció Moriarti amb Xabier Berzosa, Jorge Gil, Aitor Arregi i Jon Garaño. Ha dirigit nombrosos curtmetratges, entre ells Tercero B, Sintonía i Lagun Mina, que han obtingut nombrosos premis. El 2005 fou nominat al Goya a la millor pel·lícula d'animació per Supertramps i el 2007 al Goya a la millor pel·lícula documental per Lucio.
Juntament amb Jon Garaño ha realitzat dos llargmetratges, 80 egunean i Loreak, que fou seleccionada a la selecció oficial del Festival Internacional de Cinema de Sant Sebastià 2014 i ha estat nominada al Goya a la millor pel·lícula. El 2017 fou guionista de Handia, que va tenir 13 nominacions als Premis Goya i li va permetre guanyar el Goya al millor guió original.
El 2019 va dirigir La trinchera infinita, amb la qual fou nominat als Goya al millor director i guionista i que va obtenir el Goya a la millor actriu per Belén Cuesta.

## Filmografia
- Compartiendo Glenda (curtmetratge / 2000)
- Tercero B (curtmetratge / 2002)
- Supertramps (2004)
- Sintonía (curtmetratge / 2005)
- Lucio (documental / 2007)
- 80 egunean (llargmetratge / 2010)
- Loreak (llargmetratge / 2014)
- Handia (guionista, 2017)
- La trinchera infinita (2019)
- Marco, la verdad inventada (2024)